# Franz Keller-Leuzinger
Franz Keller-Leuzinger (Mannheim, 1835 - Munique, 1890) foi um desenhista, pintor, engenheiro e fotógrafo alemão.
Chegou ao Brasil para trabalhar como engenheiro na estrada de ferro Madeira-Mamoré em 1856. Franz casou com a filha de Georg Leuzinger (fotógrafo, livreiro e editor residente no Rio de Janeiro), tornando-se diretor da Casa Leuzinger.
Na década de 1860 realizou expedição ao Alto Amazonas em companhia de August Frisch registrando, em imagem fotográficas e desenhos, aspectos da história, da arqueologia e dos costumes locais.